# شهماربیگ‌لو
شهماربیگ‌لو روستایی است که در استان اردبیل، شهرستان گرمی، بخش انگوت، دهستان پایین برزند قرار دارد.

## جمعیت
بر اساس سرشماری سال ۱۳۸۵ جمعیت این روستا ۲۳۶ نفر با ۴۷ خانوار بوده‌است.